# ROH Women's World Championship
Il Ring of Honor Women's World Championship è il principale titolo femminile della Ring of Honor.

## Storia
Il primo gennaio 2020 il Women of Honor Championship è stato disattivato, ed è stato annunciato un torneo per decretare una nuova campionessa per un nuovo titolo. Non è da considerarsi pertanto come un continuo della vecchia cintura, ma come un nuovo titolo. Il torneo ha avuto il suo culmine a Death Before Dishonor XVIII, dove Rok-C ha sconfitto Miranda Alize.

## Albo d'oro
| # | Campionessa       | Data              | Luogo      | Evento                      | Regno | Giorni | Note                                                                      |
| - | ----------------- | ----------------- | ---------- | --------------------------- | ----- | ------ | ------------------------------------------------------------------------- |
| 1 | Rok-C             | 12 settembre 2021 | Filadelfia | Death Before Dishonor XVIII | 1     | 119    | Ha sconfitto Miranda Alize per diventare la campionessa inaugurale        |
| 2 | Deonna Purrazzo   | 9 gennaio 2022    | Dallas     | Impact!                     | 1     | 115    | Era in palio anche il Campeonato Reina de Reinas de AAA.                  |
| — | Mercedes Martinez | 1 aprile 2022     | Garland    | Supercard of Honor XV       | —     | 33     | Martinez sconfisse Willow Nightingale diventando campionessa ad interim   |
| 3 | Mercedes Martinez | 4 maggio 2022     | Baltimora  | AEW Dynamite                | 1     | 220    | Ha sconfitto Deonna Purrazzo a Dynamite diventando campionessa ufficiale. |
| 4 | Athena            | 10 dicembre 2022  | Arlington  | Final Battle                | 1     | 824+   |                                                                           |